# 105 mm armata górska mle 1919 Schneider
Canon Court de 105 M(montagne) modèle 1919 Schneider (105 mm mle.19) – francuska armata górska używana w okresie II wojny światowej, z założenia mająca być używana wspólnie z 75 mm mle.19.  Produkowana w zakładach Schneidera. Działo Mle. 19 wystrzeliwało pociski o masie 12 kg.
Do transportu mogła być rozłożona na 8 części (lufa składała się z dwóch części).  Armata była używana także przez armię jugosłowiańską, a w późniejszym czasie zdobyczne działa były używane przez armię niemiecką jako 10.5 cm le.GebH 322(f) i 10.5 cm le.GebH 329(j).  Produkowano także zmodyfikowaną wersję  tej armaty Canon Court de 105 M(montagne) modèle 1928 Schneider (w użyciu niemieckim 10.5 cm le.GebH 323(f)).